# Alekséi Verstovski
Alekséi Nikolayevich Verstovski (en ruso: Алексéй Никола́евич Верстóвский) (18 de febrero de 1799 - 17 de noviembre de 1862) fue un compositor ruso, burócrata musical y rival de Mijaíl Glinka. 

## Biografía
Alekséi Verstovski nació en Seliverstovo Estate, distrito Kozlovsky, Tambov Governorate.  El nieto de General A. Seliverstov y una mujer turca capturada, también fue un descendiente del polaco szlachta (gentry o aristocracia). Un ingeniero civil por entrenamiento,  se interesó en música mientras  estudiaba en el Cuerpo de Ingenieros en St Petersburg. También estudio piano, violín, composición y teoría musicales. John Campo fue uno de sus profesores.
A la edad de 20 años se hizo famoso por sus "Loros de la abuela 'opera- vodevil ' (1819). Emocionado por el éxito, continuó componiendo música ligera para este género actualmente de moda y compuso más de 30 de ellos. También creó una serie de baladas para voz y piano, a las que llamó cantatas. La actuación de ellos a menudo implicaba una acción teatral. Uno de ellos, The Black Shawl o Moldavian Song (1823), escenario del poema de Aleksandr Pushkin, se hizo inmensamente popular en los salones de los aristócratas. En 1825 fue designado como "inspector de música" en Moscú, a cargo de los teatros imperiales, incluidos Maly y Bolshoi, controlando todo el repertorio (desde 1830) y presidiendo la junta directiva (desde 1848 hasta 1860). 
Se dirigió al género de la ópera en 1828 y escribió seis obras. La ópera romántica La tumba de Askold, escrita sobre un tema de la historia rusa, fue la más exitosa de las seis. Se ha afirmado que la música de La tumba de Askold fue pulida por Gioachino Rossini, con base en las ideas de Verstovski, por una tarifa que cubrió una deuda de juego. Actuó por primera vez en 1835 (un año antes de Una vida por el Zar Mijaíl Glinka). La tumba de Askold recibió alrededor de 200 actuaciones en San Petersburgo y 400 en Moscú en sus primeros 25 años. Esta fue la primera ópera rusa realizada en los Estados Unidos (en 1869). En la era soviética, la ópera fue olvidada durante décadas, hasta que fue revisada en 1944 en el Teatro de la Opereta de Moscú con el título Украденная невеста ( Ukradennaya Nevesta - The Stolen Bride ), y luego regresó al escenario en 1959 después de su actuación en una nueva versión en el Teatro Estatal de Ópera de Kiev. 
Sin embargo, la "Época de Verstovski" pronto cambió a la "Época de Glinka" y las óperas de Verstovski cayeron en el olvido una vez más. 
Era amigo y corresponsal de muchos escritores famosos, entre ellos Aleksandr Pushkin, Vasili Zhukovski, Aleksandr Griboyédov, Pyotr Vyazemsky, Vladímir Odóyevski y Aleksandr Pisarev. Sin embargo, no era tan popular entre sus colegas. Glinka evitó mencionarlo en sus memorias; Modest Músorgski lo apodó Gemoroy (hemorroides) por asociación con el título de su ópera Gromoboy. 
Murió en Moscú en 1862, a los 63 años. 
Su esposa, una famosa actriz y cantante rusa, Nadezhda Repina, sobrevivió a su esposo durante cinco años.

## Trabajos
- Óperas
  - Pan Tvardovsky (en ruso: Пан Твердовский   , libreto de Mijaíl Zagoskin, 1828);
  - Vadim, o el despertar de las doce doncellas dormidas ( Вадим, или пробуждение двенадцати спящих дев - Vadim, ili probuzhdenie dvenadtsati spyashchikh dev, después de Vasily Zhukovsky, 1832)
  - Tumba de Askold (también: Tumba de Askold, Аскольдова могила - Askol'dova mogila, 1835)
  - Anhelo de hogar (Тоска по родине - Toska po rodine, 1839)
  - Day Dream o The Chur Valley ( Сон наяву, или Чурова долина - Son nayavu, o Churova dolina, 1844)
  - Gromoboy ( Громобой, después de Zhukovsky, compuesto en 1854, escenificado en 1857)
- Óperas-vaudevilles (más de 30) que incluyen: 
  - El arrendador sentimental en la aldea de la estepa (al texto traducido del francés por Verstovskyi, 1817)
  - Loros de la abuela ( Бабушкины попугаи - Babushkiny popugai, al texto traducido del francés por NI Khmelnitsky, 1819)
  - The Crazy House o Strange Wedding (al texto traducido del francés por Verstovsky, 1822),
  - Quién es un hermano, quien es una hermana o un truco después de un truco (al texto escrito junto con Aleksandr Griboyédov, 1824)
- Música para teatro dramático
- Cantatas incluyendo La fiesta de Pedro el Grande (después de Pushkin)
- Coros
- Canciones, romances y baladas, incluido el famoso The Black Shawl o Moldavian Song (al poema de Aleksandr Pushkin)
- Música de piano, etc.